# エラいところに嫁いでしまった!
『エラいところに嫁いでしまった!』（エライところにとついでしまった!）は、槇村君子による日本のエッセイ。2006年に新潮社より刊行（ISBN 4-10-302651-0）。2007年に仲間由紀恵主演でテレビドラマ化された。

## テレビドラマ
2007年1月11日より3月8日まで毎週木曜日21:00 - 21:54に、テレビ朝日系列の「木曜ドラマ」枠で放送された。

### あらすじ
山本磯次郎と結婚したフリーライターの君子は磯次郎の実家へあいさつへ出向く。普通の家と聞いていた君子は軽い気持ちで赴くのだったが、そこは由緒ある大屋敷だった。その場しのぎの発言ばかりの夫と、君子と仲良くしたがる姑、そして地域独特の「しきたり」に君子は翻弄されていく。

### キャスト

#### 主要人物
山本 君子（旧姓；槇村）〈27〉
演 - 仲間由紀恵
本職はフリーライター。大食いでズボラで大雑把、その上他人から何か頼まれると断れない性格で、しきたりを始めとする、あらゆる騒動に巻き込まれていく。そのため、しばしば山本家の人間たちから多くの誤解を受け、窮地に立たされることも（基本的に磯次郎が原因で誤解を招いてしまうが、自身の性格や行動が原因の場合もある）。大学を中退してフリーライターとなったらしい（第1話で判明）。また姉が1人いる模様。
しかしダメ男である磯次郎の良き理解者でもあり、彼の本当の優しさを知っている数少ない人物。
山本 磯次郎〈32〉
演 - 谷原章介
本職はIT企業社員。長身で整ったルックスと一見申し分のない男性に見えるが、実際は場の勢いだけで物事を決めてしまう上に優柔不断なダメ男。「僕に任せてよ!」が口癖で、こなすのが不可能に近い頼み事でも引き受けてしまうため、結果的に君子までもを騒動に巻き込むことがほとんど。また君子がしきたりを嫌がっている時には志摩子に本当のことを言わず、正反対のことを言ってその場をしのぐ。
しかし、妻を愛する気持ちは非常に大きく、偽りのない優しさを垣間見せる。

#### 守山家
守山 由美〈35〉
演 - 濱田マリ
磯次郎の姉。2人の子供がおり（第3話では3人目を妊娠）、家族4人で別のところで暮らしている。夫を完全に尻に敷き、意見や要望を無視することも。また非常に皮肉屋な性格で、君子に八つ当たりするが、実は人一倍寂しがり屋で意地っ張りなだけであった（第6話では君子と互いに愚痴を言い合うほどの仲に）。
守山 保〈37〉
演 - 温水洋一
由美の夫。職業は医者。穏やかな性格で、自分の意見や要望を言うのが苦手。常に妻の尻に敷かれているが、第6話では「何としても僕が君（由美）を守るから」と宣言するなど、男気あふれる一面も見せる。
初対面の時点で君子に対して好意的。
守山 夏帆〈10〉
演 - 嶋田あさひ
保と由美の娘。春奈の姉。
守山 春奈〈6〉
演 - 峯晴香
保と由美の娘。夏帆の妹。

#### 山本家
山本 栄太郎〈34〉
演 - 橋本さとし
磯次郎の兄。職業は医者。弟とは対照的で何事にも思慮深く、君子にも優しく接する。
また理恵がしきたりを嫌がるため、妻を連れて実家に帰省して来ることは滅多にない（志摩子には「結婚してから性格が変わったわね」と言われるなど、現在は母と嫁との板ばさみになっている状態）。
山本 理恵〈32〉
演 - 眞野裕子
栄太郎の妻。しきたりを嫌がるため、山本家には滅多に帰省しない（来たとしてもすぐに帰ってしまう）。
しかし、長男の嫁というプライドは強いため、志摩子に好かれている君子を勝手にライバル視している（第2話では赤飯が必要なのにも関わらず「お赤飯なんてお葬式に必要ないでしょう? 常識よ、常識」と発言し、君子を翻弄させた）。
山本 奈緒〈20〉
演 - 渡辺夏菜
磯次郎の妹で末っ子。現在は医大生。真面目な性格で勉強を欠かさず、いつも人体模型を持ち歩いている変わり者。山本家の中では珍しくしきたりを嫌い、勉強を理由に介入しないことが多い。
また君子に対しても「磯兄ちゃん（磯次郎）のこと、よろしくお願いします」と述べるなど、栄太郎に似てしっかりしている。
山本 源之介
演 - 近藤芳正
磯次郎の従兄弟。町長選挙に出馬する決意をするが、結局は落選してしまう。それ以来、なぜか本家に居座り続けている。
山本 波男〈62〉
演 - 本田博太郎
磯次郎の父。隣町で医者として働いており、頭脳明晰。妻とは対照的で息子たちの夫婦生活には一切干渉せず、遠くで物静かに見守る。しかし、重要な物事は妻以外に言わない。ちなみに好きな色や服のセンス、磯次郎の口癖は彼譲り。
「ウン」や「ウーン」が口癖で、これ以外の言葉を発することは少ない。趣味は盆栽、北島三郎の大ファンらしい。
山本 志摩子〈59〉
演 - 松坂慶子
磯次郎の母。教育熱心な良妻賢母。しかしお節介で人一倍好奇心も強いため、周囲に余計な負担を掛けてしまっている（が、本人は自覚していない）。
君子を「立派な嫁にしたい」という強い思いから色々なしきたりや作法を教え込むために奔走するが、これが原因であらゆるトラブルを引き起こしている。また君子が山本家を好いていると勘違いしており、「家が嫌い」「しきたりが嫌い」という発言を耳にすると落ち込んでしまうが、いつも磯次郎の的確な（?）フォローで、すぐに立ち直ってしまう。

#### 槇村家
槇村 友子〈52〉
演 - 星野知子
君子の母。大学を中退してフリーライターとなった娘には半ば呆れている。そのためか、よく姉と君子を比較する。娘が結婚したことに関しては「やっと一段落した」と一安心している様子。
また少々天然で、第1話では君子に「あんた、いつまでフリーターやってるの?」と発言している。実は松平健の大ファンである。
槇村 佑介〈55〉
演 - 平泉成
君子の父。友子とは違って娘の気持ちにも生き方にも理解を示しているが、それ故にあれこれ口を出してしまうことが多い。娘が結婚したことに関しては妻同様、一安心している。
第5話では、いつも君子の雑誌の切り抜きを持ち歩いていることが判明した。

#### その他
佐倉 里穂〈30〉
演 - 猫背椿
君子に仕事を頼んでいる雑誌編集者。君子の断れない性格を利用して、無理難題を容赦なく突きつけてくる。
だが、君子よりも3年早く結婚しているので、誰にも言えない悩み事や愚痴の言える唯一の人物（だが本人は他人の実家の揉め事や諸問題を聞くのが好きなだけ）。君子と磯次郎の結婚式の数少ない出席者のうちの1人。

#### ゲスト
- 鈴本登紀子　‐　鈴木登紀子
- 谷村加代子 - 野際陽子
- 谷村豊 - 石橋蓮司
- 篠原秘書 - 阿南健治
- 中西晃一 - 中村靖日
- ボーノ先生 - 大澄賢也
- 井吹明日香 - 野波麻帆
- 滝田美津子 - 銀粉蝶
- 守山ミツ - 菅井きん
- 福部純一 - 大滝秀治
- 山本ヨネ - 内海桂子

### スタッフ
- 脚本 - 後藤法子
- 演出 - 片山修、森田空海、木村政和
- 音楽 - 吉川慶、髙見優
- 主題歌 - やなわらばー「拝啓○○さん」
- 音楽プロデューサー - 志田博英
- 協力プロデューサー - 山内章弘（東宝）、佐藤毅（東宝）
- ラインプロデューサー - 壁谷悌之（泉放送制作）
- プロデューサー - 桑田潔
- 協力 - 泉放送制作、インナップ、東通、アックス
- 企画協力 - 東宝株式会社

### 放送日程
| 各話                                                       | 放送日  | サブタイトル     | 演出     | 視聴率 |
| ---------------------------------------------------------- | ------- | ---------------- | -------- | ------ |
| 第1話                                                      | 1月11日 | しきたり披露宴   | 片山修   | 16.1%  |
| 第2話                                                      | 1月18日 | しきたり大葬儀!  | 片山修   | 14.8%  |
| 第3話                                                      | 1月25日 | 女正月!嫁の反撃  | 森田空海 | 12.7%  |
| 第4話                                                      | 2月01日 | 私が出馬!?大選挙 | 木村政和 | 14.1%  |
| 第5話                                                      | 2月08日 | 大ゲンカ親孝行!? | 片山修   | 11.3%  |
| 第6話                                                      | 2月15日 | 激突!嫁vs小姑    | 片山修   | 10.8%  |
| 第7話                                                      | 2月22日 | 嫁怒る!浮気戦争  | 森田空海 | 12.2%  |
| 第8話                                                      | 3月01日 | 喝!わがまま出産  | 片山修   | 10.3%  |
| 最終話                                                     | 3月08日 | 最終回!壊れた絆  | 片山修   | 11.7%  |
| 平均視聴率 12.7%（視聴率は関東地区・ビデオリサーチ社調べ） |         |                  |          |        |

- 第1回は21時 - 22時9分の15分拡大放送。

### テレ朝系列以外のネット局
- 北日本放送（日本テレビ系列）
- 山陰放送（TBS系列）
- テレビ宮崎（フジテレビ系列／日本テレビ系列／テレビ朝日系列〔トリプルネット〕）

| テレビ朝日系列 木曜ドラマ                         | テレビ朝日系列 木曜ドラマ                                | テレビ朝日系列 木曜ドラマ                        |
| 前番組                                            | 番組名                                                   | 次番組                                           |
| ------------------------------------------------- | -------------------------------------------------------- | ------------------------------------------------ |
| だめんず・うぉ〜か〜 （2006年10月12日 - 12月7日） | エラいところに嫁いでしまった! （2007年1月11日 - 3月8日） | ホテリアー（日本版） （2007年4月19日 - 6月14日） |